# يناكييف
يانكي (بالأوكرانية: Єнáкієве ، يانكي ؛ الروسية: Ена́киево) هي مدينة في دونيتسك أوبلاست شرق أوكرانيا (بحكم الواقع في جمهورية دونيتسك الشعبية) ، على ضفاف نهر كرينكا ، على بعد حوالي 60 كم شمال شرق دونيتسك.الدولة / الإقليم : أوكرانيا (دا يورا)  

## تاريخ التأسيس
تأسست يانكي في عام 1898 كمدينة صناعية ، حيث بدأت مناجم الحديد والمعادن في موقعها في العمل قبل ذلك بعد عدة عقود. في عام 1925 ، مُنحت المستوطنة حقوق المدينة.